# Shiriuchi, Tochigi
Shiriuchi (japanska: 尻内町, Shiriuchi-machi) är ett område i den japanska staden Tochigi, Tochigi prefektur. 

## Geografi
Shiriuchi är beläget i södra delen av Terao-distriktet, och angränsar Azusa i öst, Ōkubo samt Umezawa och Sano i väst, Chizuka och Kashiwagura i söder, och Tsugamachiōgaki i norr.

## Antal hushåll och befolkning
Antalet hushåll och befolkningen den 31 december 2020 var följande:
| Ort       | Antal hushåll | befolkning   |
| --------- | ------------- | ------------ |
| Shiriuchi | 223 hushåll   | 569 personer |